# Ключевка (приток Вершаута)
Ключевка, в верховьях Леляйка — река в России, протекает по Базарно-Карабулакскому и Новобурасскому районам Саратовской и Лопатинскому району Пензенской областей. Длина реки составляет 34 км. Площадь водосборного бассейна — 254 км².
Начинается у деревни Никольское. Течёт на запад по открытой местности до деревень Марьино и Ягодная Поляна, где меняет своё название. Далее направляется на север через деревни Ключевка, Леляевка и Белогорье. Устье реки находится в 20 км по правому берегу реки Вершаут. В 7,8 км от устья, по правому берегу реки впадает река Чечуйка.

## Данные водного реестра
По данным государственного водного реестра России относится к Верхневолжскому бассейновому округу, водохозяйственный участок реки — Сура от истока до Сурского гидроузла, речной подбассейн реки — Сура. Речной бассейн реки — (Верхняя) Волга до Куйбышевского водохранилища (без бассейна Оки).
Код объекта в государственном водном реестре — 08010500112110000035727.